# Hypsibius klebelsbergi
Hypsibius klebelsbergi är en djurart som tillhör fylumet trögkrypare, och som beskrevs av Mihelcic 1959. Hypsibius klebelsbergi ingår i släktet Hypsibius och familjen Hypsibiidae. Inga underarter finns listade i Catalogue of Life.